# Langensalzwedel
Langensalzwedel là một đô thị thuộc huyện Stendal, bang Sachsen-Anhalt, Đức. Đô thị Langensalzwedel có diện tích 6,91 km², dân số thời điểm ngày 31 tháng 12 năm 2006 là 186 người.